# Bierbeek
Bierbeek är en kommun i Belgien.   Den ligger i provinsen Flamländska Brabant och regionen Flandern, i den centrala delen av landet, 29 kilometer öster om huvudstaden Bryssel. Antalet invånare är 9 507.
Trakten runt Bierbeek består till största delen av jordbruksmark. Runt Bierbeek är det ganska tätbefolkat, med 166 invånare per kvadratkilometer.